# Европейская кунья акула
Европейская кунья акула или  обыкновенная акула-собака (Mustelus mustelus) — широкораспространённый вид хрящевых рыб рода обыкновенных куньих акул семейства куньих акул отряда кархаринообразных. Обитает в северо-западной и юго-западной частях Атлантического океана. Размножается плацентарным живорождением. Максимальная зафиксированная длина 200 см. Опасности для человека не представляет. Мясо этих акул употребляют в пищу.

## Таксономия
Впервые вид научно описан в 1758 году. Лектотип представляет собой особь длиной 66 см, пойманную у побережья Италии в Средиземном море в 1849 году. Европейских куньих акул часто путают со звёздчатыми куньими акулами.

## Ареал
Европейские куньи акулы обитают в восточной части Атлантики от Северной Европы до Южной Африки, включая Средиземное море. Они наиболее распространены в северной части своего ареала. Встречаются на глубине от 5 до 50 м, хотя есть данные о нахождении этих акул на глубине 350 м. Эти акулы водятся у побережья Великобритании, Ирландии, Франции, Испании, Португалии, возможно, Азорских островов и Мадейры, а также у берегов Восточно-Капской провинции (Южная Африка) и Квазулу-Наталь. Вероятно, из-за путаницы со звёздчатой куньей акулы ареал этого вида может быть переоценён.
В северной Атлантике европейская кунья акулы встречается реже а в Средиземном море чаще по сравнению с звёздчатой куньей акулой. Исследования, проведённые с 1994 по 1999 год, показали, что из 6336 уловов (глубина от 10 до 800 м) в 111 (2 %) попались европейские куньи акулы. Данные опросов свидетельствуют о снижении численность куньих акул в Лионском заливе, начиная с 1970-х годов. Численность европейских куньих акул по оценкам уловов траулеров на континентальном шельфе в Адриатическом море в 1948 и 1998 годах осталась неизменной. Исследование, проведённое в 2000 году водах морей, омывающих берега Италии, показало, что большая часть популяции европейских куньих акул сосредоточена в Адриатическом море и у южного побережья Сицилии. В Лигурийском море и у берегов Сардинии эти акулы отсутствовали .
По оценкам уловов траулеров у берегов Мавритании биомасса европейских куньих акул снизилась с 150 000 тонн в 1982 и 1988 годах до 40 000 тонн в 2006 году. Снижение произошло в основном в областях с невысокой концентраций и пограничных зонах этого вида, на глубине  м. Сравнительная оценка биомассы европейских куньих акул, добытых траулерами у западного и южного побережья ЮАР с  1986 по 2003 год показала, что численность этого вида снижается.

## Описание
У европейских куньих акул короткая голова и вытянутое тело. Расстояние от кончика морды до основания грудных плавников составляет от 17 % до 21 % от общей длины тела. Морда слегка вытянутая и тупая. Овальные крупные глаза вытянуты по горизонтали. По углам рта имеются губные борозды. Верхние борозды немного длиннее нижних. Рот довольно короткий, почти равен глазу, его длина составляет 2,2—3,5 % от длины тела. Тупые и плоские зубы асимметричны, с небольшим центральным остриём. Латеральные зубцы имеются только у очень молодых акул. Щёчно-глоточными зубчики покрывают только кончик языка и переднюю часть глотки. Расстояние между спинными плавниками составляет 18—25 % от длины тела. Грудные плавники крупные, длина переднего края составляет 13—17 %, а заднего края 8,2—14 % от общей длины соответственно. Длина переднего края брюшных плавников составляет 6,5—9,9 % от общей длины тела. Высота анального плавника равна 2,4—4,3 % от общей длины. Первый спинной плавник больше второго спинного плавника. Его основание расположено между основаниями грудных и брюшных плавников. Основание второго спинного плавника начинается перед основанием анального плавника. Анальный плавник меньше обоих спинных плавников. У края верхней лопасти хвостового плавника имеется вентральная выемка. Хвостовой плавник вытянут почти горизонтально. Окрас серый или серо-коричневый без отметин. Брюхо светлое.

## Биология
Европейские куньи акулы размножаются плацентарным живорождением. Кроме того, эмбрионы питаются желтком. В помёте от 4 до 15 новорожденных. Самцы и самки достигают половой зрелости при длине 70—74 см и 80 см, что соответствует возрасту 9,1 и 10,75 лет. Беременность длится 10—11 месяцев. Длина новорожденных около 39 см. У побережья Африки спаривание происходит с мая по июнь, а роды случаются в конце апреля и начале мая. Максимальная зафиксированная продолжительность жизни 25 лет.
Рацион состоит в основном из донных ракообразных, таких как лобстеры, крабы и креветки. Кроме того, европейские куньи акулы поедают головоногих, и небольших костистых рыб.

## Взаимодействие с человеком
Вид не представляет опасности для человека, однако при поимке с этими акулами следует соблюдать осторожность, так как у них острые зубы, мощные челюсти и очень шершавая кожа. В Северной Европе представляет незначительный интерес для коммерческого рыболовства. Является объектом целевого промысла в Средиземном море, поскольку в южной Европе мясо этих акул ценится значительно выше, чем на севере. Мясо используют в пищу в солёном или свежем виде, печень используют для выработки жира, а скелет перерабатывают в рыбную муку.  Международный союз охраны природы присвоил этому виду статус «Уязвимый».